# Podkamieniak czteroplamkowy
Podkamieniak czteroplamkowy, wapniuch (Titanoeca quadriguttata) – gatunek pająka z rodziny podkamieniakowatych.
Gatunek ten po raz pierwszy został opisany w 1802 roku przez Charlesa A. Walckenaera jako Aranea obscura, jednak nazwa ta została wcześniej wykorzystana przez innego autora. Z obecnym epitetem gatunkowym opisany został w 1833 roku przez Carla Wilhelma Hahna pod nazwą Theridion 4-guttatum. W rodzaju Titanoeca umieścił go jako gatunek typowy Tamerlan Thorell w 1870 roku.
Samce osiągają od 4,5 do 5 mm, a samice od 4,5 do 7 mm długości ciała. Ubarwienie prosomy ma rudobrązowe, szczękoczułków i sternum czarnobrązowe, a odnóży rudobrązowe z czarnymi udami. Jedwabiście owłosiona opistosoma (odwłok) może mieć kolor od brązowawoczerwonego po prawie czarny, u samca z dwoma parami dużych, białych kropek na wierzchu. Płytka płciowa samicy tworzy wąską szczelinę o równoległych krawędziach bocznych.
Pająk znany z Portugalii, Hiszpanii, Francji, Luksemburga, Belgii, Holandii, Niemiec, Szwajcarii, Liechtensteinu, Austrii, Włoch, Słowenii, Chorwacji, Polski, Czech, Słowacji, Węgier, Ukrainy, Mołdawii, Rumunii, Bułgarii, Albanii, Grecji, Rosji i europejskiej części Turcji. Zamieszkuje stanowiska ciepłe i nasłonecznione. Bytuje pod kamieniami, kłodami, w ściółce i wśród niskiej roślinności. Osobniki dojrzałe aktywne są w maju i czerwcu. 